# Elektrostrikció
Az elektrostrikció olyan fizikai jelenség, melynek során valamely dielektromos anyagot külső elektromos térbe helyezve, megváltozik az alakja, deformációt szenved.

## A jelenség
A külső elektromos tér hatására a középpontos szimmetriával rendelkező dielektromos anyagban a kristályrácspontokban elhelyezkedő ionok elmozdulnak kristályrácsbeli helyükről. A töltésközéppontok a tér irányában egymáshoz képest elmozdulnak, megváltozik az egyes atomcsoportok közötti távolság. Mindez az egész makroszkopikus anyag méretváltozását okozza, amelynek mértéke az elektromos térerősségének négyzetével arányos. 
Az ellenkező előjelű elektromos tér azonban - a középpontos szimmetria miatt - nem okoz ellenkező irányú méretváltozást. A jelenség fordítottja nem jön létre, azaz mechanikai deformáció esetén ezek az anyagok nem polározódnak.
Amíg az elektrostrikció jelensége minden dielektromos anyagban létrejön, addig a piezoelektromos jelenség csak a szimmetriaközépponttal nem rendelkezőkben. Az elektrostrikció négyzetesen, a piezoelektromosság lineárisan függ a térerősségtől. 

## Anyagok
Bár valamilyen mértékben minden dielektrikum mutat elektrostrikciót, bizonyos ferroelektromos anyagoknak különösen nagy az elektrostrikciós állandója. A mérnöki alkalmazásokban előfordulók: bárium-titanát, ólom-magnézium-niobát, ólom-magnézium niobát-ólom-titanát, ólom-lantán-cirkon-titanát. 